# Narva-Jõesuu (municipio)
Narva-Jõesuu —en estonio: Narva-Jõesuu linn— es un municipio urbano de Estonia, ubicado en el condado de Ida-Viru. Incluye la ciudad de Narva-Jõesuu, las localidades que pertenecían a la antigua parroquia de Vaivara, así como dos antiguos enclaves separados (los asentamientos mineros de esquisto bituminoso Sirgala y Viivikonna), que anteriormente formaban parte del municipio urbano de Kohtla-Järve. El municipio rodea dos barrios en forma de exclave (zonas de casas de veraneo o dachas) pertenecientes a la ciudad de Narva: Olgina y Kudruküla, ambos con el mismo nombre que una aldea vecina ubicada dentro del territorio de Narva-Jõesuu.

## Asentamientos
Ciudad
- Narva-Jõesuu

Municipios
- Sinimäe – Olgina

Pueblos
- Arumäe – Auvere – Hiiemetsa – Hundinurga – Laagna – Kudruküla – Meriküla – Mustanina – Peeterristi – Perjatsi – Pimestiku – Puhkova – Sirgala – Soldina – Sõtke– Tõrvajõe – Udria – Vaivara – Viivikonna – Vodava.

## Simbología
La bandera y el escudo de armas de Narva-Jõesuu fueron diseñados y aprobados a mediados de la década de 1990 por el presidente del gobierno local, Pavel Grigorjev. Las franjas doradas en la imagen simbolizan las costas de Estonia y Rusia a ambos lados del río Narva, mientras que el área azul representa su emblemática desembocadura.

## Hermanamientos
- Billund, Dinamarca.[4]
- Imatra, Finlandia.[4]
- Kronstadt, Rusia.[4]